# آفت‌کش‌ها در ایالات متحده

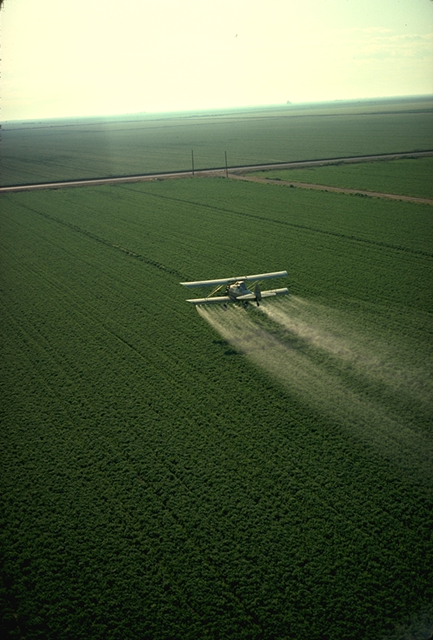
هواپیمایی که بر فراز مزرعه‌ای در کالیفرنیا پرواز می‌کند، هنگام سم‌پاشی محصولاتی از این دست، احتمال پخش آفت‌کش‌ها وجود دارد که می‌تواند بر شهرهای همسایه و ساکنان آنها تأثیر منفی بگذارد و آنها را با واکنش‌های نامطلوب مواجه کند.

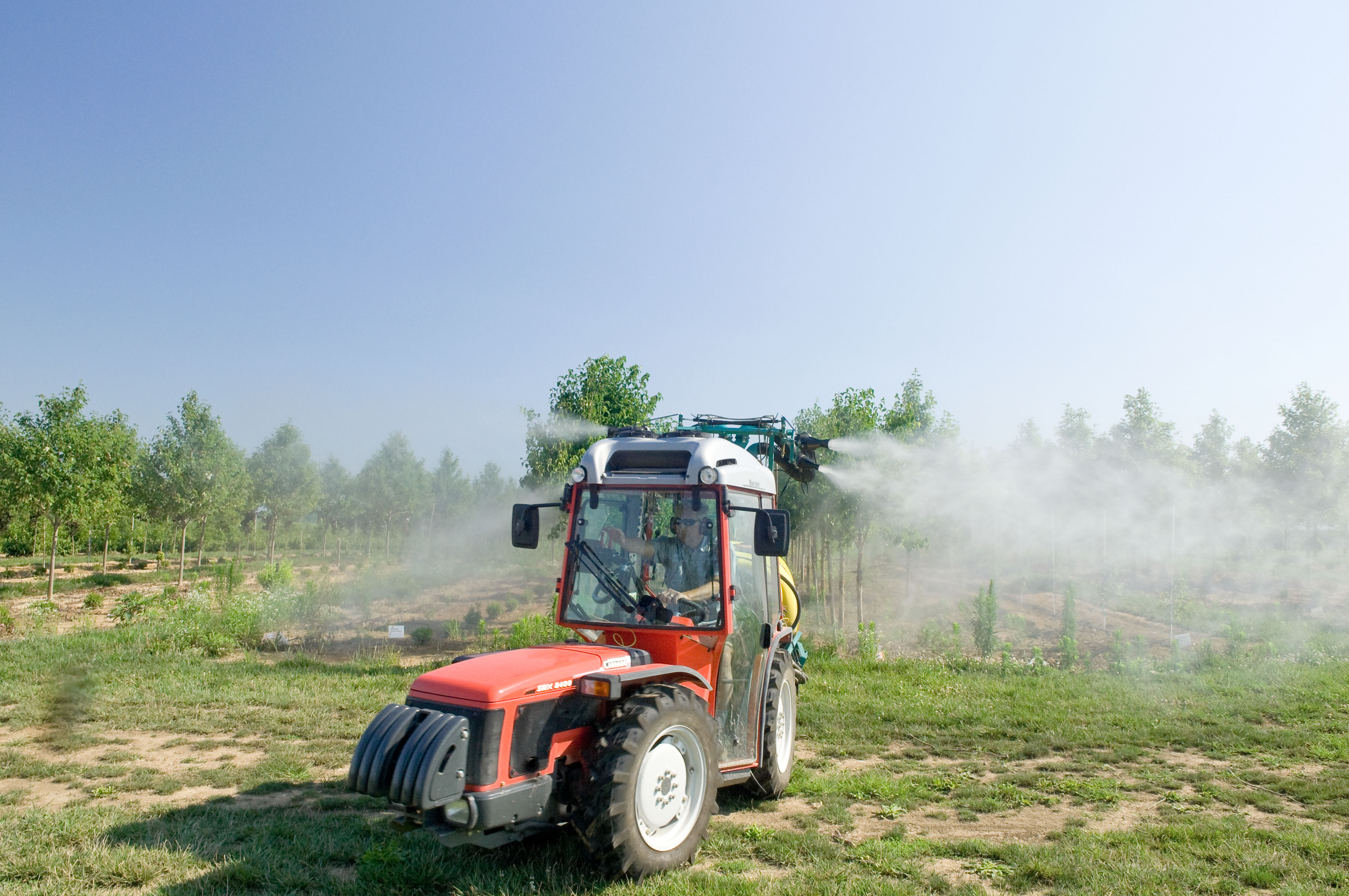
سمپاشی با تراکتور برای آفت‌کش‌ها، ۲۰۰۸

آفت‌کش‌ها در ایالات متحده عمدتاً توسط بخش کشاورزی استفاده می‌شوند، اما تقریباً یک چهارم آنها در خانه‌ها، حیاط‌ها، پارک‌ها، زمین‌های گلف و استخرهای شنا استفاده می‌شوند.

## استفاده کنید

### آترازین
آترازین پس از گلیفوسات، دومین علف‌کش رایج مورد استفاده در ایالات متحده است که تقریباً ۷۶٬۰۰۰٬۰۰۰ پوند (۳۴٬۰۰۰ تن) از آن استفاده می‌شود. از ماده مؤثر در سال ۱۹۹۷.
سازمان حفاظت محیط زیست ایالات متحده در تصمیم واجد شرایط بودن برای ثبت نام مجدد موقت در سال ۲۰۰۳ اعلام کرد: «اگر آترازین در دسترس کشاورزان نباشد، تأثیر اقتصادی کل یا ملی ناشی از از بین رفتن علف‌های هرز پهن برگ و چمن در ذرت، سورگوم و نیشکر بیش از ۲ میلیارد دلار در سال خواهد بود.» در همان گزارش، اضافه شد که اگر آترازین در دسترس کشاورزان ذرت نباشد، «کاهش عملکرد به علاوه افزایش هزینه علف‌کش‌ها ممکن است منجر به میانگین ضرر تخمینی ۲۸ دلار در هر هکتار شود».
در سال ۲۰۰۶، سازمان حفاظت محیط زیست آمریکا (EPA) به این نتیجه رسید که علف‌کش‌های تریازین «هیچ آسیبی به عموم مردم ایالات متحده، نوزادان، کودکان یا سایر … مصرف‌کنندگان وارد نمی‌کنند.»
سازمان حفاظت محیط زیست آمریکا (EPA) در سال ۲۰۰۷ بر اساس بررسی مطالعات آزمایشگاهی و میدانی، از جمله مطالعات ارائه شده توسط ثبت کننده و مطالعات منتشر شده در مقالات علمی، نتیجه گرفت که آترازین بر رشد غدد جنسی دوزیستان تأثیر منفی نمی‌گذارد
در سال ۲۰۰۹، پاول وینچستر، استاد طب اطفال در دانشکده پزشکی دانشگاه ایندیانا، مقاله‌ای نوشت که در مجله Acta Paediatrica  منتشر شد. او با بررسی سوابق ملی سی میلیون تولد، دریافت که کودکانی که بین ماه‌های آوریل و ژوئیه، زمانی که غلظت آترازین، مخلوط با سایر آفت‌کش‌ها، در آب در بالاترین حد خود است، به دنیا می‌آیند، بیشتر احتمال دارد که دچار نقص‌های مادرزادی دستگاه تناسلی شوند.
یک مطالعه در سال ۲۰۱۰ که توسط سازمان زمین‌شناسی ایالات متحده انجام شد، اثرات نامطلوب قابل توجهی بر تولید مثل ماهی‌ها در اثر قرار گرفتن در معرض آترازین در غلظت‌های پایین‌تر از دستورالعمل کیفیت آب USEPA مشاهده کرد.

### د.د. ت

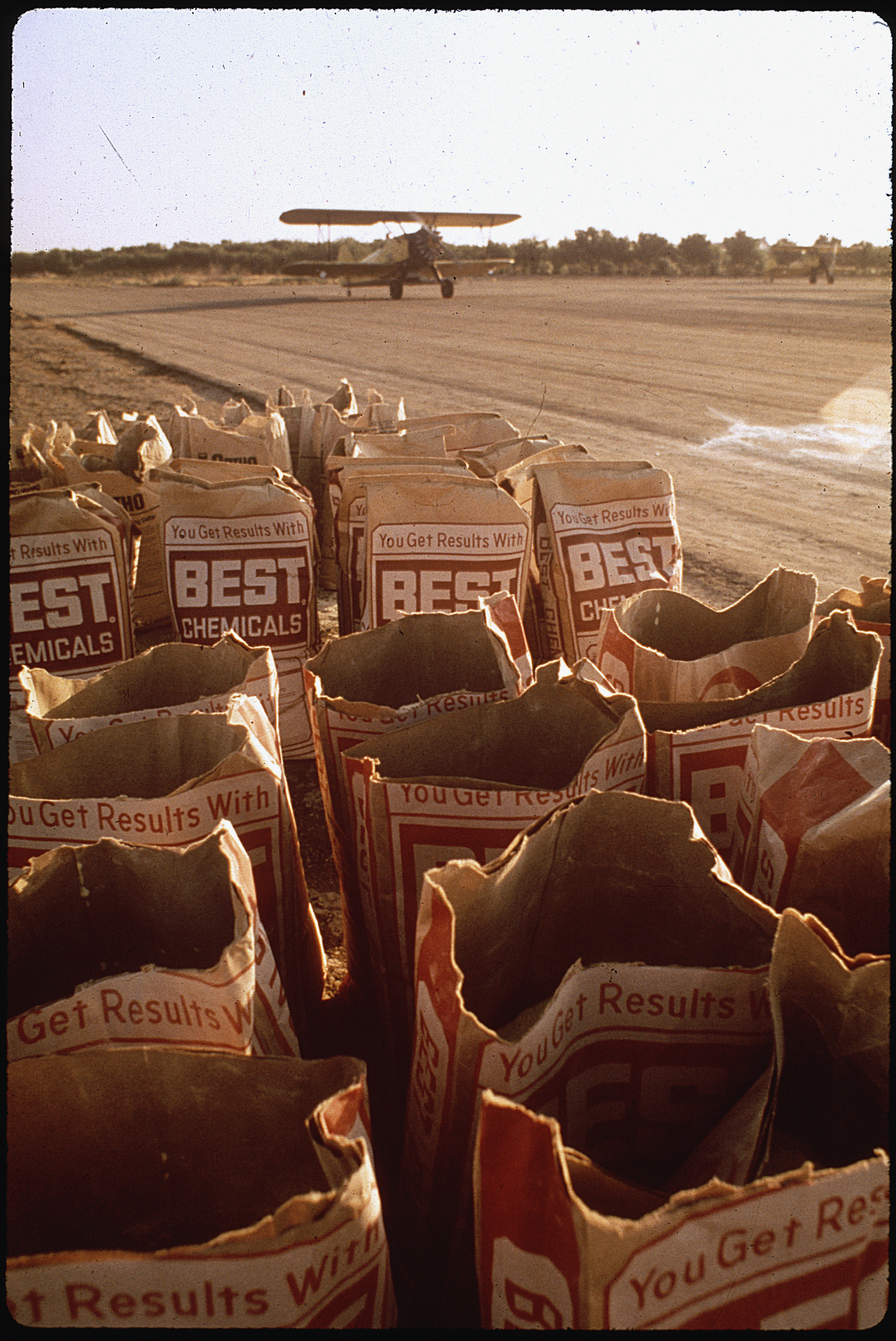
روی کیسه‌های آفت‌کش در فرزنو، کالیفرنیا در ماه مه ۱۹۷۲ نوشته شده بود: «با بهترین مواد شیمیایی به نتیجه می‌رسید».

استفاده از ددت در ایالات متحده در سال ۱۹۷۲ ممنوع شد، به جز یک معافیت محدود برای مصارف بهداشت عمومی. نگرانی عمومی در مورد استفاده از تا حد زیادی تحت تأثیر کتاب «بهار خاموش» نوشته راشل کارسون قرار گرفت. دانشمندان ممنوعیت را به عنوان عامل اصلی بازگشت عقاب سرسفید به ایالات متحده ذکر می‌کنند.

## مقررات
قانون فدرال حشره‌کش، قارچ‌کش و جونده‌کش (FIFRA) برای اولین بار در سال ۱۹۴۷ تصویب شد و به وزارت کشاورزی ایالات متحده مسئولیت تنظیم آفت‌کش‌ها را داد. در سال ۱۹۷۲، FIFRA دستخوش یک بازنگری اساسی شد و مسئولیت تنظیم مقررات آفت‌کش‌ها را به آژانس حفاظت از محیط زیست منتقل کرد و تأکید را به حفاظت از محیط زیست و سلامت عمومی تغییر داد.

## مسائل
در مطالعه‌ای که در سال ۲۰۰۷ توسط سازمان زمین‌شناسی ایالات متحده انجام شد، مشخص شد که آفت‌کش‌ها تمام نهرها و بیش از ۹۰٪ چاه‌های نمونه‌برداری شده را آلوده می‌کنند. بقایای آفت‌کش‌ها همچنین در باران و آب‌های زیرزمینی یافت شده است.
کارگران کشاورزی ایالات متحده سالانه ۱۰٬۰۰۰ مورد یا بیشتر مسمومیت با آفت‌کش‌ها را که توسط پزشک تشخیص داده شده است، تجربه می‌کنند.
آکادمی ملی علوم تخمین می‌زند که سالانه بین ۴۰۰۰ تا ۲۰۰۰۰ مورد سرطان در اثر مقادیر مجاز باقیمانده آفت‌کش‌ها در مواد غذایی ایجاد می‌شود.
در کالیفرنیا، شهرستان‌هایی که اکثریت جمعیت آنها لاتین تبار هستند، ۹۰۶٪ بیشتر از شهرستان‌هایی که جمعیت لاتین تبار آنها کمتر از ۲۴٪ است (۲۶۲ پوند در هر مایل مربع و ۲٫۴ پوند به ازای هر نفر) از آفت‌کش‌ها استفاده می‌کنند.

### اثرات بر روی موجودات زنده

#### مقاومت
مقاومت به آفت‌کش‌ها در جمعیت حشرات و گیاهان در ایالات متحده تکامل یافته است. برخی از حشرات و گیاهان در برابر چندین آفت‌کش مقاوم شده‌اند.

#### پرندگان
وزارت کشاورزی ایالات متحده (USDA) و سازمان حفاظت از حیات وحش ایالات متحده (USFWS) تخمین می‌زنند که سالانه بیش از ۶۷ میلیون پرنده در ایالات متحده توسط آفت‌کش‌ها کشته می‌شوند

#### ماهی
وزارت کشاورزی ایالات متحده و سازمان خدمات ماهی و حیات وحش ایالات متحده تخمین می‌زنند که سالانه بین ۶ تا ۱۴ میلیون ماهی در ایالات متحده توسط آفت‌کش‌ها کشته می‌شوند

#### دوزیستان
دانشمندان آمریکایی دریافته‌اند که برخی از آفت‌کش‌های مورد استفاده در کشاورزی، سیستم عصبی قورباغه‌ها را مختل می‌کنند و استفاده از این آفت‌کش‌ها با کاهش جمعیت قورباغه‌ها در سیرا نوادا مرتبط است.
برخی دانشمندان معتقدند که برخی از آفت‌کش‌های رایج در حال حاضر در سطوحی وجود دارند که می‌توانند دوزیستان را در کالیفرنیا بکشند. آنها هشدار می‌دهند که محصولات تجزیه این آفت‌کش‌ها ممکن است برای دوزیستان ۱۰ تا ۱۰۰ برابر سمی‌تر از آفت‌کش‌های اصلی باشند. تماس مستقیم اسپری برخی از آفت‌کش‌ها (چه از طریق پخش شدن در نزدیکی محل استفاده و چه اسپری‌های تصادفی یا عمدی) می‌تواند برای دوزیستان بسیار کشنده باشد.
قرار گرفتن در مسیر باد از زمین‌های کشاورزی که در آنها از آفت‌کش‌ها استفاده می‌شود، با کاهش جمعیت گونه‌های در معرض خطر قورباغه در کالیفرنیا مرتبط دانسته شده است.
در مینه سوتا، استفاده از آفت‌کش‌ها به‌طور علیتی با ناهنجاری‌های مادرزادی در قورباغه‌ها مانند ناهنجاری‌های چشم، دهان و اندام‌ها مرتبط دانسته شده است. محققان در کالیفرنیا دریافتند که ناهنجاری‌های مشابه در قورباغه‌ها در ایالات متحده و کانادا ممکن است ناشی از تجزیه محصولات آفت‌کش‌هایی باشد که استفاده از آنها به عنوان تهدیدی طبقه‌بندی نمی‌شود.

### باقیمانده آفت‌کش‌ها در مواد غذایی
برنامه داده‌های آفت‌کش‌ها، برنامه‌ای که توسط وزارت کشاورزی ایالات متحده آغاز شده است، بزرگ‌ترین آزمایش‌کننده بقایای آفت‌کش‌ها روی مواد غذایی فروخته شده در ایالات متحده است. این طرح در سال ۱۹۹۱ آغاز شد و مواد غذایی را از نظر وجود آفت‌کش‌های مختلف و اینکه آیا این آفت‌کش‌ها از سطوح تحمل آژانس حفاظت محیط زیست ایالات متحده آمریکا فراتر می‌روند یا خیر، در نمونه‌های جمع‌آوری‌شده نزدیک به نقطه مصرف، آزمایش می‌کند. جدیدترین نتایج خلاصه آنها مربوط به سال ۲۰۱۶ است که در آن بیش از ۹۹٪ نمونه‌ها بسیار پایین‌تر از سطح تحمل EPA بودند. از بین ۱۰۳۶۵ نمونه آزمایش‌شده، ۰٫۴۶ درصد از آن‌ها دچار نقض تلرانس شدند. از ۴۸ نمونه، ۲۶ نمونه داخلی، ۲۰ نمونه منشأ خارجی و ۲ نمونه منشأ نامشخص داشتند.